# Gastón Santos
Gastón Santos Pue (Tamuín, San Luis Potosí, 12 de julio de 1931 - Rancho La Jarrilla, Tamuín, San Luis Potosí, 17 de enero de 2024) fue un rejoneador, actor de western y ganadero equino mexicano.

## Biografía
Hijo del político Gonzalo N. Santos, Gastón nace un 12 de julio de 1931 en Tamuín, San Luis Potosí. Durante su juventud se educó en una academia militar de Texas, Estados Unidos. En la década de 1950, viaja a Portugal donde aprende el arte del rejoneo y recibe la alternativa el Portugal un 2 de septiembre de 1954 en la Plaza de toros Campo Pequeno de Lisboa, de manos de Joao Branco Nuncio.  De regreso en México, se presentó en Plaza México el 6 de marzo de 1955 con toros de Ernesto Cuevas. Además, el torero firma un contrato con Alameda Films, dirigida en ese entonces por Alfredo Ripstein, para filmar una serie de películas del género western mexicano entre 1956 y 1962. Actor estelar en las películas La Flecha Envenenada de 1957, Los Diablos del Terror de 1959, Una Bala es mi Testigo de 1960 o El Silencioso de 1967, entre las principales. En muchas de estas películas, Gastón se interpreta a sí mismo caracterizado como un héroe del Oeste, acompañado por su caballo lusitano llamado Rayo de Plata.
Al terminar el contrato con Alameda Films y hacer dos películas más, Gastón Santos se retira de la pantalla (a excepción de un cameo en Bang bang al hoyo en 1971). El 23 de junio de 1963 se presentó en Las Ventas con toros de Dolores de Juana de Cervantes. Propició la primera corrida de rejones en la Feria de San Marcos en 1974, en la que actuaron Santos, Pedro Louceiro, Felipe Zambrano y Jorge Hernández Andrés.
Años después deja el rejoneo tras realizar 1348 corridas. Se encargó de criar y entrenar caballos lusitanos para el rejoneo en su rancho «La Jarrilla», ubicado en el municipio de Tamuín, San Luis Potosí, hasta su fallecimiento en el mismo predio el 17 de enero de 2024 por causas naturales.

## Filmografía
- Bang bang al hoyo (1971) dirigida por René Cardona Jr.
- El silencioso (1967) dirigida por Alberto Mariscal.
- El indomable (1966)
- Jóvenes y bellas (1962)
- Una bala es mi testigo (1960)
- El grito de la muerte (1959) dirigida por Fernando Méndez.
- Los diablos del terror (1959) dirigida por Fernando Méndez.
- Misterios de ultratumba (1959)
- La edad de la tentación (1959)
- El potro salvaje (1958)
- La flecha envenenada (1957) dirigida por Rafael Baledón.
- El pantano de las ánimas (1957)